# Bangor Punta
Die Bangor Punta Corporation (bis 1967 Bangor Punta Alegre Sugar Corporation) war ein amerikanischer Mischkonzern, der von 1964 bis 1984 existierte. Tochterunternehmen des Konzerns waren unter anderem der Waffenhersteller Smith & Wesson, der Flugzeugbauer Piper Aircraft sowie mehrere Boots-Hersteller.

## Geschichte
Die wirtschaftliche Entwicklung der Bahngesellschaften in den Vereinigten Staaten war auf Grund der regulatorischen Vorgaben und der anwachsenden Konkurrenz durch den Luft- und Straßenverkehr stark eingeschränkt. Eine Ausdehnung der wirtschaftlichen Tätigkeit auf andere profitablere Wirtschaftsbereiche war für die Bahnunternehmen auf Grund kartellrechtlicher Vorgaben weitgehend unmöglich.
Die Bahngesellschaft Bangor and Aroostook Railroad gründete deshalb auf Anregung von Nicolas M. Salgo am 1. Dezember 1960 die Bangor and Aroostook Corporation als Holdinggesellschaft mit der Bahngesellschaft als Tochterunternehmen. Sie nahm damit eine Vorreiterrolle in dieser Entwicklung ein. Später folgten andere Bahngesellschaften wie die Union Pacific Railroad oder die Chicago and Northwestern Railroad diesem Beispiel. Im Mai 1962 wurde dann die Goal Credit Corporation (30 % im Eigentum von Salgo), im Mai 1963 die Bartlett-Snow-Pacific Inc. (Abwasseranlagen, Heizungen etc.) und die Henry Luhrs Sea-Skiffs Inc. (Fiberglas-Boote) und im August 1963 die Bale Pine Inc. (Anstecknadeln, Schmuck) als Tochtergesellschaften erworben.
Die Punta Alegre Sugar Corporation ging auf die 1915 gegründete Punta Alegre Sugar Company zurück. Die Gesellschaft betrieb Zuckerrohrplantagen auf Kuba. Mit der Verstaatlichung des Betriebes 1960 durch die Castro-Regierung hatte das Unternehmen ein Vermögen von 3,5 Millionen Dollar in Barreserven und Staatsbürgschaften sowie einen Verlustvortrag von 54 Millionen Dollar. Dieser Verlustvortrag konnte auf Grund der Steuergesetzgebung mit zukünftigen Gewinnen verrechnet werden. Das Unternehmen war somit ein idealer Fusionspartner. Im Herbst 1963 betrug dieser Verlustvortrag noch rund 16,5 Millionen Dollar. Nicolas M. Salgo war im Herbst 1963 Chairman und Chief Executive Officer der Punta Alegre Sugar Corporation. Unter seiner Leitung kam es am 1. Oktober 1964 zur Fusion der Bangor and Aroostook Corporation und der Punta Alegre Sugar Corporation zur Bangor Punta Alegre Sugar Corporation. Nicolas M. Salgo wurde zum Director of Corporate Expansion und zum Vorsitzenden des Aufsichtsrates (Chairman of the board). Die erste größere Erwerbung war der Kauf des Waffenherstellers Smith & Wesson von der Familie Wesson 1964/65. 1965 wurde der Versuch unternommen Harley-Davidson zu erwerben. 1966 wurden die Bootsbauer Jensen Marine Corporation (Cal Boats), O’Day Sailboat Company und Luhr Powerboats übernommen. Der Umfang der verschiedensten Erwerbungen überforderte bald die Unternehmensführung. So trat auf Initiative von Nicolas Salgo David W. Wallace 1967 als Präsident in das Unternehmen ein, um die verschiedenen Geschäftsbereiche zu ordnen. Am 19. Januar 1967 wurde der Name des Unternehmens in Bangor Punta Corporation geändert.
Die Gesellschaft nutzte die Einnahmen der Bahngesellschaft, um damit die Erwerbungen in den anderen Wirtschaftsbereichen zu finanzieren. Neben überhöhten Managementrechnungen, Rechnungen für fingierte Dienstleistungen, sowie durch die Übernahme und den Verkauf der Beteiligung an der St. Croix Paper Company kam es zu einem massiven Abfluss an Vermögenswerten aus der Bahngesellschaft.  Nachdem auf Grund der wirtschaftlichen Entwicklung die B&A keine Gewinne mehr abwarf und auch alles verwertbare Vermögen abgezogen war, wurde sie am 1. Oktober 1969 an die Amoskeag Company verkauft. 1973 verließ Nicolas M. Salgo wegen Differenzen bezüglich der weiteren Konzernausrichtung das Unternehmen. David W. Wallace übernahm dann neben der Position des Präsidenten auch den Vorsitz im Aufsichtsrat.
1969 erwarb das Unternehmen Anteile an Piper Aircraft. Die Übernahmestreitigkeiten mit der konkurrierenden Chris-Craft Industries zogen sich bis 1977 hin und wurden mit einer Strafzahlung von Bangor Punta an Chris-Craft in Höhe von 36 Millionen Dollar beendet. Dieses schwebende Verfahren blockierte auch weitere Investitionen, so dass in den 1970er Jahren überwiegend der Verkauf einzelner unwirtschaftlicher oder nicht mehr ins Portfolio passender Unternehmen erfolgte.
Ende 1983 erwarb der Automobilzulieferer Lear Siegler vom deutschen Bankier Ferdinand Graf von Galen (Inhaber des Bankhauses Schröder, Münchmeyer, Hengst & Co.) rund 20 % der Anteile an Bangor Punta und gab bekannt, dass sie auch das Recht habe den 21-%-Aktienanteil von James E. Stewart zu erwerben. 1984 wurde dann Bangor Punta von der Lear Siegler Corporation komplett übernommen.

## Tochterunternehmen
Durch die Bangor Punta Corporation wurden im Laufe der Existenz die verschiedensten Unternehmen übernommen und veräußert. Im Dezember 1968 wurden 65 Unternehmen kontrolliert.
- Bangor and Aroostook Railroad (Dezember 1960–1. Oktober 1969): mit den Tochtergesellschaften Van Buren Bridge Company, Bangor Investment Company verkauft an die Amoskeag Company
- Goal Credit Corporation (Mai 1962-Juli 1966): Kreditgesellschaft bei der Nicolas Salgo rund 30 % der Anteile besaß
- Bartlett-Snow-Pacific Inc. (1963–1969): Industrie-Prozesstechnik, Heizungsanlagen; Abfall- und Abwassertechnik, verkauft an Combustion Engineering (heute Arvos Group)
- BSP Corporation (1968–1969): Abwassertechnik entstanden aus Bartlett-Snow-Pacific Inc. fusioniert in die Envirotech (heute Baker Hughes)[6]
- The Luhrs Company/The Ulrichsen Company (1963–1981): Fiberglas- und Holzboote und -jachten, entstanden aus der Übernahme von Henry Luhrs Sea Skiffs Inc., Namensrechte 1981 an die Familie Luhrs zurückverkauft
- Bale Pin Co. (1963–1970): Hersteller von Anstecknadeln
- Bangor Punta Operations Inc.: Muttergesellschaft der übernommenen Gesellschaften
- Bangor Punta Management Service Co.: Managementunternehmen für die konzerneigenen Unternehmen
- C-G-F Topeka Grain Elevator: (1961-) Betrieb eines Getreidespeichers
- Pacific Metals Co. (1962–1965): Metallhandelsunternehmen
- Crown Fabrics (1963) Maschinen zur Kunstfaserverarbeitung
- Smith & Wesson (1964–1984): Waffenhersteller
- FECO Engineering (Industrieöfen und Heizungsanlagen)
- Barker Manufacturing (Fördertechnik)
- Jetstream Systems (Maschinenbau)
- Kenney Company (Schmuck)
- Clawgers Associates (Druck)
- O’Day Company (Fiberglas-Segelboote)
- Jensen Marine (fiberglas-Segelboote)
- Seagoing Boats (Stahl- und Fiberglas-Hausboote)
- Rent-A-Cruise of Amerika (Vermietung von Hausbooten)
- Knitbrook Mills (Herstellung von Stricktrikotagen)
- Featherweight Corporation (1970–1972): Alouette-Snowmobile
- Metcalf & Eddy (1967–1971): Ingenieurbüro für Wasser- und Abwassertechnik
- Producers Cotton Oil Company (1967–1984): Landwirtschaftsunternehmen in Kalifornien
- Rockwood (-1984): Hersteller von Wohnmobilen (heute Forest River Inc.)
- Starcraft (1967–1984): Motor- und Segelboote, Campingausrüstung, Agrarausstattung; die Tochterunternehmen im Agrarbereich werden 1975 verkauft
- Waukesha Motor Company (1968–1974): Motorhersteller mit dem Tochterunternehmen O.&M. Manufacturing
- Venture Motor Coaches  (1968-): Wohnmobile
- Yankee Motor Corporation (1969): u. a. Import von Motorrädern der spanischen Marke Ossa
- Piper Aircraft (1969–1984): Hersteller von Kleinflugzeugen
- Forjas Taurus International Firearms (1970–1977): Waffenhersteller
- Pameco Aire, Inc. ( -1974): Verkauf von Klima- und Kälteanlagen
  - Westbrook Distributing, Inc. (1972–1974)
- Enesco Inc.: Beratungsunternehmen von Nicolas M. Salgo
- Bangor Punta International Capital (Finanzierungsgesellschaft)
- Bangor Punta Overseas S. A. (Erwerb von ausländischen Beteiligungen)

## Unternehmensleitung

### Chairman of the board
- 1960–1964: Ernst D. van Löben Sels
- 1964–1973: Nicolas M. Salgo
- 1973–1984: David W. Wallace

### President
- 1960–1967: W. Gordon Robertson
- 1967–1984: David W. Wallace

## Unternehmenssitz
- Das Unternehmen hatte anfänglich seinen Sitz in Bangor im Gebäude der Bangor and Aroostook Railroad. Später zog die Bangor Punta nach Greenwich (Connecticut) um.